# 福田淳
福田 淳（ふくだ あつし、1965年〈昭和40年〉7月26日 - ）は、日本の実業家。株式会社スピーディ代表取締役社長。株式会社STARTO ENTERTAINMENT元代表取締役CEO。
ソニー・デジタルエンタテインメント・サービス代表取締役社長を歴任した。

## 来歴
大阪府高槻市生まれ。高槻中学校・高等学校を経て、日本大学芸術学部卒業後、東北新社に入社。入社当時はCMのプロダクションマネージャーだったが、2年目に新設された衛星放送部門に配属され、当時の植村伴次郎社長と共にカンヌ、ミラノ、ハリウッドなど世界で仕事をした。1998年にソニー・ピクチャーズ エンタテインメントに移り、衛星放送局のアニマックスやAXNの立ち上げに関わり、2001年に同社バイスプレジデントに就任。同社デジタルネットワークス バイスプレジデントを経て、2007年に携帯電話向けコンテンツを手がけるソニー・デジタルエンタテインメント・サービスの代表取締役社長に就任。2017年に退職し、同年コンサルティング会社であるスピーディを設立。キャスティング業務や国際イベントの誘致、アートギャラリー経営などを手掛ける。
また、所属事務所との独立トラブルで改名を余儀なくされ、活動に支障が出ていた女優ののんとエージェント契約を結び、活動の場を国内外に広げたことで評価され、「2年先までスケジュールが埋まっている」と言われる状態を実現させた。
2023年12月、STARTO ENTERTAINMENTの代表取締役CEOに就任することが発表された。
2025年6月27日の定時株主総会をもってSTARTO ENTERTAINMENTの代表取締役CEOを退任した。

## 人物
父は関西電通ラジオテレビ局長やアド電通大阪社長を務めた福田澹。祖父は日本経済新聞社常務取締役や日本教育テレビ（現：テレビ朝日）副社長を務めた福田薫。叔父には横浜ゴム常務取締役を務めた福田洋や日本石油ガス（現：ENEOS）社長を務めた福田潮がいる。

## エピソード
- 2019年には、「エンターテイメント産業も、ひとつの立派な産業であるならば、このような古い体質を変えていかなければなりません」とつづるほか、芸能事務所とタレントが公平な関係性であるべきという考えを発信していた[11]。
- 著書では、「企業が外部の者を必要とするのは、停滞を止め、再び企業が活性化することが求められるときです。いつの時代も企業というものは、内なるリソースを結集させようと不断の努力をしますが、ある時点で行き詰まると、外の空気を必要とします。この循環がうまくいけば、企業はアメーバ式に大きくなります。」と発言している[19]。

## 慈善活動
福田は人を笑わせたい、楽しませたいという思いからソニー・ピクチャーズに入社したが、40歳を過ぎてから、笑うどころじゃない人、笑っていない人が一定数存在することに気づき、慈善活動に関心を持つようになった 。
- 2014年8月中旬、単独でアイス・バケツ・チャレンジをした[21]。 当時日本でこの運動は知られていなかったため英語でチャレンジしたが[22]、この動画を日本の筋萎縮性側索硬化症支援団体「END ALS」のメンバーが見ていた。メンバーは福田に日本でこの運動を広めて欲しいと依頼[22]、野球評論家の古田敦也や作家の乙武洋匡などに呼びかけて8月21日に東京タワーの下でイベントを開催[23]、その様子は日本で広く報道された[24]。
- 親交のある坂之上洋子と共にアフリカ支援をしたり[20]、縁のあるNPO団体の役員を務めている[25]。
- 沖縄県南城市に自らがオーナーである「スピーディーファーム」を所持しており、ブルー・ジャワ・バナナを栽培している[26]。収穫したバナナは2024年8月より南城市社会福祉協議会を通して放課後等デイサービスや子どもの居場所を利用している子ども達に寄付している[27][26]。

## 役職
- 金沢工業大学コンテンツ＆テクノロジー融合研究所客員教授[28][29]
- 横浜美術大学客員教授[30]
- NPO法人アシャンテママ代表理事[31]
- NPO法人ファザーリング・ジャパン監事[32]
- 文化庁「コンテンツ評価・ビジネスモデルに関する調査研究会」委員（2005年度）[33]
- 経済産業省「ITによる『情報大航海時代』の情報利用を考える研究会 『次世代知的情報アクセス』に関するビジョンと技術を考える分科会」委員（2006年）[34]
- 総務省「メディア・ソフト研究会」委員（2009年度）[35]

## 受賞歴
- 日経WebCOMPANY「21世紀を読む! ITキーパーソン51人」選出（2001年）[36]
- 日経ビジネスオンライン「チェンジメーカー・オブ・ザ・イヤー」受賞（2016年）[37]

## プロデュース作品
- 楳図かずお 携帯サイト「ウメズマ」（2006年）[38]
- 西冬彦/青野楓 動画「ハイキック ゾンビ」Vine/YouTube（2014年6月）[39]
- Julie Watai 動画「Join The Halloween, Save The World」企画制作 YouTube（2014年10月）[40]
- 西畠清順 個展「ウルトラ植物博覧会 〜西畠清順と愉快な植物たち」（主催：株式会社ポーラ・オルビス ホールディングス）（2015年7月3日～8月16日）[41]
- 映画「Ribbon」（2022年）製作統括
- 映画「かなさんどー」（2025年）製作総指揮

## 著作

### 単著
- 『町の声はウソ』サテマガ・ビー・アイ、2006年10月。ISBN 4901867199。
- 『これでいいのだ14歳。天才バカボン公認副読本 バカボンパパに学ぶ14歳からの生き方哲学100』講談社、2008年10月。ISBN 9784062150613。
- 『SNSで儲けようと思ってないですよね? 世の中を動かすSNSのバズり方』小学館、2017年12月。ISBN 9784093885522。
- 『ストリート系都市2022』高陵社書店、2022年8月。ISBN 9784771110663。
- 『好きな人が、好きなことは、好きになる』 Speedy Books、2024年4月。ISBN 4771110700

### 共著
- 『スイスイ生きるコロナ時代』坂井直樹共著、高陵社書店、2021年4月。ISBN 9784771110427。